# In This Moment
Az In This Moment egy amerikai metalegyüttes, melyet 2005-ben Maria Brink énekes és Chris Howorth gitáros alapított Los Angelesben, Kaliforniában. Bemutatkozó albumuk Beautiful Tragedy címmel 2007-ben jelent meg. A következő évben kiadott The Dream című nagylemezük a Billboard 200-as listán a 73. helyen szerepelt. Eddig megjelent albumaik közül a 2014-es Black Widow jutott legmagasabbra a lemezeladási listán 8. helyével. 2017-ben elsőként Blood (2012) című albumuk érte el az aranylemez státuszt. 2021-ben a The In-Between c. dalt az előző évben megjelent Mother albumról Grammy-díjra jelölték a "Best Metal Performance" kategóriában.

## Tagok
Jelenlegi felállás
- Maria Brink – ének, zongora (2005–napjainkig)
- Chris Howorth – szólógitár (2005–napjainkig)
- Travis Johnson – basszusgitár  (2010–napjainkig)
- Randy Weitzel – ritmusgitár (2011–napjainkig)
- Kent Diimmel – dobok (2016–napjainkig)

Korábbi tagok
- Blake Bunzel – ritmusgitár (2005–2011)
- Josh Newell – basszusgitár (2005)
- Jesse Landry – basszusgitár  (2005–2009)
- Kyle Konkiel – basszusgitár   (2009–2010)
- Jeff Fabb – dobok (2005–2011)
- Tom Hane – dobok (2011–2016)

## Diszkográfia
Stúdióalbumok
- Beautiful Tragedy (2007)
- The Dream (2008)
- A Star-Crossed Wasteland (2010)
- Blood (2012)
- Black Widow (2014)
- Ritual (2017)
- Mother (2020)